# Abús de posició dominant
L'abús de posició dominant és una conducta prohibida per l'article 82 del Tractat de la Unió Europea consistent en fer servir una posició de domini en un mercat en detriment del seu correcte funcionament.
S'entén que hi ha posició de domini quan una empresa té un poder econòmic que li permet obstruir el lliure joc de la competència en un mercat de referència. Gràcies a aquesta posició l'esmentada empresa pot influir notablement en les condicions de la competència sense haver de sotmetre's a elles. Cal destacar que no se sanciona l'adquisició d'una posició dominant sinó només el seu abús, és a dir, quan l'empresa en qüestió aprofita la seva posició per a influir en l'estructura o en el nivell de competència del mercat en detriment del seu correcte funcionament.
El dret comunitari de la competència és completat per disposicions dels Estats membres, ja que l'article 82 del TUE només sanciona l'abús de posició de domini quan aquest pugui afectar el comerç entre estats membres. Les normes dels Estats membres, com ara la Llei espanyola per a la Defensa de la Competència de 17 de juliol de 1989 o l'article L. 420-2 del Codi de Comerç francès, castiguen conductes similars a nivell nacional.